# Loudonville
Loudonville é uma vila localizada no estado norte-americano de Ohio, no Condado de Ashland e Condado de Holmes.

## Demografia
Segundo o censo norte-americano de 2000, a sua população era de 2906 habitantes.
Em 2006, foi estimada uma população de 2989, um aumento de 83 (2.9%).

## Geografia
De acordo com o United States Census Bureau tem uma área de
6,4 km², dos quais 6,4 km² cobertos por terra e 0,0 km² cobertos por água. Loudonville localiza-se a aproximadamente 294 m acima do nível do mar.

## Localidades na vizinhança
O diagrama seguinte representa as localidades num raio de 20 km ao redor de Loudonville.